# Andrés Oroz
Andrés Oroz, född den 2 augusti 1980 i Santiago de Chile, Chile, är en chilensk fotbollsspelare.
Han ingick i det chilenska lag som tog OS-brons i herrarnas turnering i samband med de olympiska fotbollstävlingarna 2000 i Sydney.